# Moneta Bank
MONETA Bank (dříve MONETA Money Bank, GE Money Bank a GE Capital Bank) je česká bankovní instituce, která byla dříve součástí finanční skupiny General Electric. Specializuje se na bankovní služby pro fyzické osoby a podnikatelské subjekty (především pak na malé a střední podniky). Největšími akcionáři banky byly v roce 2021 společnosti Tanemo a.s. (PPF) (29,94 %), Barclays Bank Plc (8,62 %) a Raiffeisen Bank International AG (6,51 %). V témže roce do banky také investoval Pavel Tykač přes svou firmu Manecomte Limited (2,57 %) a další obchodní partnery. V prosinci 2021 akcionáři Monety na valné hromadě schválili záměr fúze s finančními institucemi skupiny PPF (Air Bank, Home Credit). Po tragické smrti Petra Kellnera nový CEO PPF se rozhodl od plánované transakce odstoupit 
nicméně rodina Kellnerů je i v roce 2025 uváděna jako skutečný majitel.

## O bance
MONETA Bank byla založena v roce 1997, tehdy jako GE Capital Bank, v roce 2005 se stala GE Money Bank. V roce 2016 prodala společnost GE své finanční divize a na trh tak vstoupila MONETA Money Bank jako ryze česká banka, která je obchodovatelná na burze.
Banka navázala na stabilitu a důvěryhodnost GE Money Bank, zachovala kontinuitu a začala se zaměřovat hlavně na digitalizaci finančních produktů. Se svými dceřinými společnostmi patří mezi vedoucí a rostoucí poskytovatele bankovních a finančních služeb českým domácnostem, živnostníků a malých a středních firem. Svým klientům nabízí špičkové digitální služby a řešení a zároveň jim poskytuje i komfort a zázemí poboček v regionech, kde žijí.
Kód pro použití v platebním styku je 0600 a BIC AGBACZPP.
Moneta Bank je součástí Finanční skupiny Moneta, kam patří kromě banky i Moneta Leasing, Moneta Auto a Moneta Stavební spořitelna (ta vznikla poté, co Moneta v dubnu 2020 koupila 100% podíl ve společnostech Wüstenrot stavební spořitelna a Wüstenrot hypoteční banka).
Banka uvádí, že jejím cílem je přinášet na český bankovní trh inovace, být průkopníkem v digitalizaci. V roce 2017 představila první účet, který lze sjednat plně online bez návštěvy pobočky či podepisování smlouvy přes kurýra. Dalšími plně online produkty jsou pak kreditní karta jak pro běžné klienty, tak pro podnikatele, stejně tak i půjčka a úvěr pro podnikatele a dále spořicí účet.

## Historie
Moneta existuje od jara 2016, navazuje na Agrobanku působící v Česku už v 90. letech (po Agrobance zůstaly zachovány i kódy pro platební styk, tedy 0600 a BIC AGBACZPP). Po krachu Agrobanky převzala její zdravou část v roce 1998 americká skupina General Electric, spojila ji se splátkovou společností Multiservis a přejmenovala na GE Money Bank. Od 1. května 2016 se název banky změnil na Moneta Money Bank poté, co se mateřská společnost General Electric v dubnu 2015 rozhodla kompletně prodat svou bankovní divizi a z českého bankovního trhu odejít. Podobně se změnily názvy i u dceřiných společností: GE Money Auto se přejmenovalo na Moneta Auto a GE Money Leasing na Moneta Leasing.
Uvedením akcií banky na pražskou burzu v roce 2016 ji GE prakticky prodala. Banku od roku 2015 vede Tomáš Spurný, který dříve mimo jiné pracoval pro PPF. V roce 2020 Moneta posílila o hypoteční banku a stavební spořitelnu Wüstenrot.
Akcionáři Monety v prosinci 2021 schválili plán fúze s Air Bank (včetně českého a slovenského Home Creditu, na němž se předtím dohodla skupina PPF s představenstvem Monety. V Česku tak měla vzniknout třetí největší banka podle počtu klientů (po České spořitelně a ČSOB, před Komerční bankou). Zároveň mělo jít o největší banku ovládanou českými majiteli.
První plán na spojení Monety a Air Bank vznikl už v říjnu 2018, firmy se nakonec nedohodly na ceně. Druhý pokus začal v lednu 2021. PPF chtěla v Monetě získat největší podíl akcií a pak Monetě prodat Air Bank, Home Credit a Zonky. Formálně by tedy Moneta kupovala Air Bank, reálně by však PPF ovládla vedle svých dosavadních firem i Monetu. PPF využívala toho, že vlastnická struktura Monety byla od jejího vzniku stále velice roztříštěná. Díky odkupu od stávajících akcionářů, při němž jim nabídla 80 korun za akcii, získala Moneta skoro 30% podíl. Kritikům se však nelíbila hlavně vysoká cena, za kterou by Moneta měla firmy ze skupiny PPF koupit. Na transakci by podle nich doplatili menšinoví akcionáři.
Po tragické smrti Petra Kellnera se nový CEO PPF rozhodl od plánované transakce odstoupit a 30. května 2022 uzavřely PPF a MONETA dohodu o ukončení a zastavení procesu akvizice Air Bank. Mezi důvody byl uváděn negativní vývoj ekonomiky v souvislosti se začátkem války na Ukrajině, který změnil parametry původně zamýšleného sloučení, a změny požadavků České národní banky na kapitálovou vybavenost bank v České republice.

## Společenská odpovědnost
Podnikání MONETA Bank je založeno na etickém kodexu, který stanovuje její závazek dodržovat nejvyšší míru integrity v jednání s klienty, dodavateli a zaměstnanci. Zároveň dodržuje etický kodex České bankovní asociace, jejíž je členem.
Zaměstnanci banky se od roku 1999 účastní dobrovolnického programu MONETA Dobrovolníci, který je pro MONETA Money Bank klíčovou aktivitou v rámci společenské odpovědnosti. Za tyto dobrovolnické aktivity MONETA Bank obdržela zlatý certifikát v kategorii Nejangažovanější zaměstnanci 2017.
V roce 2012 banka vytvořila pozici „Ombudsman pro klienty“.
Filantropické projekty a sponzoring společnosti se zaměřují především na podporu místních komunit a dobrovolnictví. V roce 2016 MONETA Money Bank podpořila více než 50 projektů v souhrnné výši téměř dva miliony korun.

## Úspěchy a ocenění
Původní GE Money získala za své produkty a služby několik ocenění v soutěži Zlatá koruna. V roce 2009 například získala cenu veřejnosti za svoji internetovou banku. Cenu veřejnosti obhájila i v roce 2010. Dále získala například ocenění Progresivní krátkodobý fond 2013  Počátkem roku 2008 se GE Money Bank stala oficiálním partnerem Českého olympijského týmu. Své sponzorské aktivity zahájila u příležitosti letních olympijských her v Pekingu. Partnerství však bylo uzavřeno i na zimní olympijské hry ve Vancouveru v roce 2010 a také na letní olympijské hry v Londýně v roce 2012.
Jedním z nejoceňovanějších[zdroj⁠?!] produktů je mobilní aplikace Smart Banka. Banka v posledních letech získala řadu ocenění, například 7 medailí v soutěži Zlatá koruna za rok 2019, Hypotéka roku 2018 a 2019, Bankovní inovátor 2018 a 2019, Mobilní aplikace 2017 nebo Inovace roku 2018 od společností MasterCard i VISA.[zdroj?]